# Tipula (Eumicrotipula) stenoglossa
Tipula (Eumicrotipula) stenoglossa is een tweevleugelige uit de familie langpootmuggen (Tipulidae). De soort komt voor in het Neotropisch gebied.